# Cláudio Ramos (Moderator)

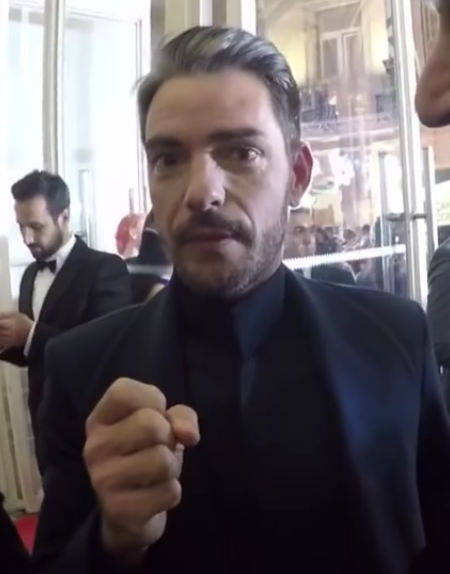
Cláudio Ramos, 2017

Cláudio Ramos (* 11. November 1973 in Luanda, Angola) ist ein portugiesischer Fernsehmoderator- und Schauspieler, Radiomoderator und Schriftsteller. 

## Leben und Wirken
Cláudio Ramos entstammt ärmsten Verhältnissen. Sein Stiefvater behandelte ihn und seine Brüder sehr schlecht. Cláudio hungerte teilweise als Kind, da der Stiefvater sein Essen lieber den Hunden zum Fressen gab als dem Kind. 
Mit sechzehn Jahren kam Cláudio zunächst zum Radio, wo er als Moderator tätig wurde und es gelegentlich bis heute ist. Später folgten Engagements mit Klein- und Nebenrollen in einigen Serien des portugiesischen Fernsehens, ab dem Jahr 1998. Als Schriftsteller wurde Ramos seit 2002 bekannt.
Für den portugiesischen Privatsender SIC ist er in Sendungen wie As duas por tres, SIC 10 Horas oder seit 2015 in Contra Capa als Moderator tätig.

## Interview
Am 15. Dezember 2015 gab Cláudio Ramos in der Sendung "Alta Definição" dem Moderator Daniel Oliveira ein langes und intimes  Interview, dass wochenlang die portugiesische Öffentlichkeit beschäftigte. Darin erzählte er von seiner armen Kindheit, von seiner lange durch eine Scheinehe mit Susanna Moniz verborgene Homosexualität, seine biologische Tochter und seine sehr schwere Herzerkrankung, die ihn dazu zwingt, täglich Tabletten einzunehmen und ihn jeden Tag das Leben kosten kann.

## Werk

### Bücher (Auswahl)
- Passeio das Estrelas, 2003, Roman.
- As aventuras de Nocas, 2006, Kinderbuch.
- O amor nao é isto, 2011, Roman.
- Equilíbrio, 2016, Autobiographie.

### Serien (Auswahl)
- Riscos, 1998.
- Médico de Família (1999).
- Uma casa em Fanicos (1998–1999)
- Jardins Proibidos (2000).